# BigFM Saarland
BigFM Saarland (Eigenschreibweise: bigFM) ist ein regionaler Hörfunksender im Saarland und Teil des Radionetzwerks bigFM.

## Geschichte
Der Sender startete am 5. September 2005 auf den vorherigen Frequenzen von Jam FM. Rechteinhaber ist die Skyline Medien Saarland GmbH, welche vollständig der bigFM PPG S.W. GmbH mit Sitz in Mannheim gehört. Bis Anfang 2019 war auch die Saarbrücker Zeitung an der Skyline Medien Saar beteiligt. bigFM ist im Saarland der größte unabhängige Privatsender, da der Saarländische Rundfunk an Radio Salü mitbeteiligt ist.

## Programm
Das Programm von bigFM richtet sich vor allem an jüngere Hörer. Dazu gehören sowohl die musikalische Auswahl auch die direkte und personalisierte Höreransprache. Die Moderation erweckt den Eindruck relativ spontan zu sein und beschäftigt sich mit aktuellen alltäglichen Themen sowie Zerstreuungsthemen. Musikalisch wird vor allem Pop, Black Music und Elektronische Musik gespielt.
Das Mantelprogramm wird vom Sendernetzwerk bigFM erstellt. Dazu kommen nationale und regionale Nachrichten, Servicemeldungen und Höreraktionen. Montag bis Freitag sendet bigFM Saarland von 6:30 bis 21:30 Uhr eigene Nachrichten; in der übrigen Zeit werden die Nachrichten von RPR1, dem Inhaber von bigFM in Rheinland-Pfalz übernommen. Von Montag bis Freitag gab es eine regionale Nachmittagssendung von 14:45 bis 18:45 Uhr.
Der Sender hat im Saarland einen Marktanteil von 4,8 % (2019).

## UKW-Frequenzen
bigFM Saarland ist im Saarland über folgende Sender zu empfangen:
- Sender Halberg: 94,2 MHz
- Sender Bildstock: 96,8 MHz
- Sender Merzig: 92,6 MHz
- Sender Saarlouis: 99,5 MHz

Seit dem 15. November 2021 wird BigFM Saarland auch über DAB+ auf Kanal 9C ausgestrahlt.